# Álvaro Tejero Sacristán
Álvaro Tejero Sacristán (nascut el 20 de juliol de 1996) és un futbolista professional madrileny que juga com a lateral al'Aris FC de la Primera Divisió de Grècia.

## Carrera de club
Nascut a Madrid, Tejero es va incorporar a l'equip juvenil del Reial Madrid el 2005, després d'haver-se inicial al CU Collado Villalba. Després d'avançar en la seva formació juvenil, va fer el seu debut com a sènior amb l'equip C el 2015, a Tercera Divisió.
El 5 de juliol de 2015, Tejero va ser ascendit al filial a Segona Divisió B pel tècnic Zinédine Zidane. Va debutar amb l'equip B el 22 d'agost, començant en un gol de 5-1 a casa contra el CD Ebro.
Tejero va debutar amb el primer equip el 2 de desembre de 2015, entrant com a substitut tardà de Pepe en la victòria a la Copa del Rei per 3-1 contra el Cádiz CF. Després d'haver estat l'únic sempre present de l'equip i faltant només 12 minuts d'acció durant tota la temporada, va marcar el seu primer gol amb el Castella el 6 de febrer de 2016, l'únic partit contra el Real Unión a l'Estadi Alfredo Di Stéfano.
Tejero va debutar a la Lliga el 26 d'abril de 2017, en substitució de Raphaël Varane en una golejada per 6-2 a casa del Deportivo de La Corunya. El 10 de juliol de l'any següent va ser cedit per un any a l'Albacete Balompié de Segona Divisió.
El 26 de juny de 2019, Tejero va signar un contracte de cinc anys amb la SD Eibar al primer nivell. El 5 d'octubre de l'any següent, després de participar amb moderació, va ser cedit al Reial Saragossa per a la campanya 2020-21.
El 9 de juliol de 2024, l'agent lliure Tejero va signar un contracte d'un any amb el RCD Espanyol, que tot just acabava d'ascendir a primera.